# Norma (opera)
Norma is een tragedia lirica, een opera in twee bedrijven van Vincenzo Bellini op een libretto van Felice Romani naar Norma, ossia L'infanticidio door Alexandre Soumet. De eerste uitvoering vond plaats in La Scala op 26 december 1831. Deze opera wordt algemeen beschouwd als een klassiek voorbeeld van de belcanto-traditie, en Casta diva is uitgegroeid tot een van de bekendste aria's.

## Achtergrond

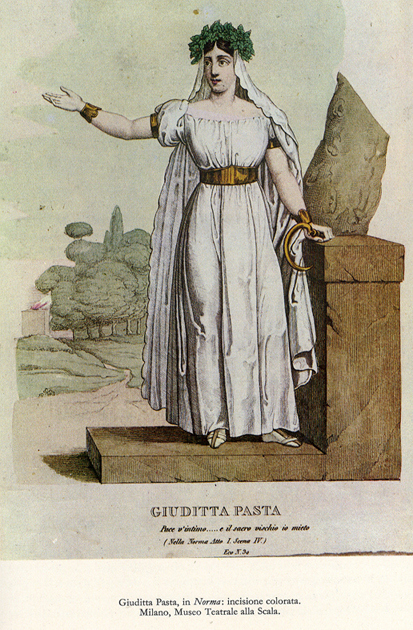
Guiditta Pasta als Norma (1831)

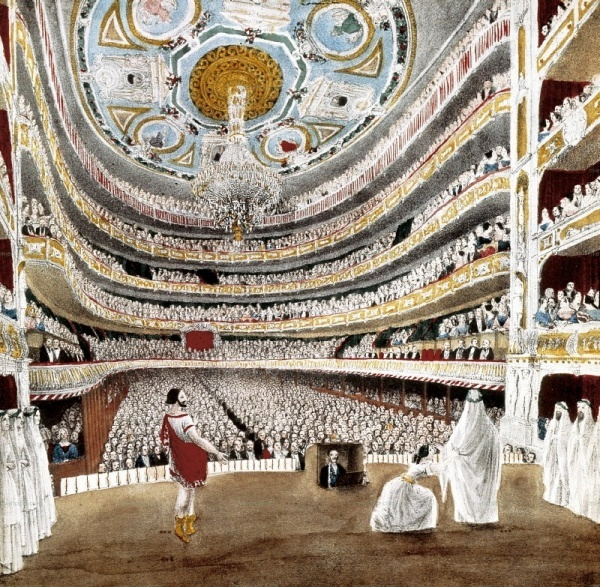
Opvoering van Norma in het Gran Teatre del Liceu te Barcelona (1874)

In een brief van 1 september 1831 schreef Bellini aan de sopraan Giuditta Pasta dat "Romani gelooft [dat dit onderwerp] erg aan zal slaan, en gewoonweg ideaal is voor jouw veelomvattende karakter, omdat dat precies het karakter is dat Norma heeft". Pasta's stem en dramatiek waren veelomvattend: eerder had ze een geheel andere rol, namelijk die van Amina, de kwetsbare Zwitserse maagd in Bellini’s La sonnambula gespeeld.
De titelrol wordt algemeen beschouwd als een van de moeilijkste die er voor een sopraan bestaan. Het vraagt een fenomenale stembeheersing wat betreft bereik, flexibiliteit en dynamiek. Vanuit dramatisch perspectief gezien bestrijkt het karakter zeer veel uiteenlopende emoties: het conflict tussen het persoonlijke en het beroepsmatige leven, romantiek, moederliefde, vriendschap, jaloezie, moordlust en overgave. De Duitse sopraan Lilli Lehmann merkte eens op dat het zingen van de drie verschillende Brünnhildes in Richard Wagners Der Ring des Nibelungen in een avond minder belastend zou zijn dan het zingen van een Norma. Een van haar minder bekende uitspraken was: "Als je Wagner zingt, word je zo door de emotie en actie meegevoerd dat je niet hoeft na te denken hoe je de woorden moet zingen. Dat gaat vanzelf. Maar bij Bellini moet je altijd aandacht hebben voor de schoonheid van de noten en de juiste uitspraak."
In de twintigste eeuw hebben veel zangeressen zich, met wisselend succes, gewaagd aan de rol van Bellini's geplaagde druïdepriesteres. Begin jaren twintig werden Rosa Raisa, Claudia Muzio en Rosa Ponselle bewonderd in deze rol. In de jaren zestig speelden twee sterk verschillende zangeressen de rol: de Australische Dame Joan Sutherland en de Turkse Leyla Gencer. In de jaren tachtig debuteerden drie andere belcanto-specialistes met hun Norma's: Montserrat Caballé, Beverly Sills en Renata Scotto.
De beroemdste naoorlogse Norma was zonder twijfel Maria Callas, met 89 uitvoeringen, waarvan er verschillende zijn opgenomen, terwijl zij in 1954 en 1960 de opera geheel opnam in de studio.
Gedurende de jaren tachtig en negentig hebben een aantal zangeressen de rol van Norma uitgevoerd, zoals Katia Ricciarelli, Anna Tomowa-Sintow, Gwyneth Jones en Jane Eaglen. Hedendaagse Norma's zijn onder meer Fiorenza Cedolins, Galina Gorchakova, Hasmik Papian, Maria Guleghina, Nelly Miricioiu, June Anderson en Edita Gruberová – van wie de laatste drie carrière hebben gemaakt als belcanto-specialiste.
In 2013 heeft Cecilia Bartoli een vertolking van Bellini's Norma opgenomen. Zoals ze zelf zegt “Een nieuwe visie". De opera krijgt een make-over: “Met de oude instrumenten ontstaat er een totaal nieuw geluid. Er is gewerkt door maestro Giovanni Antonini en orkest La Scintilla om zo dicht mogelijk te komen bij wat Bellini heeft gecomponeerd".

## Rolverdeling

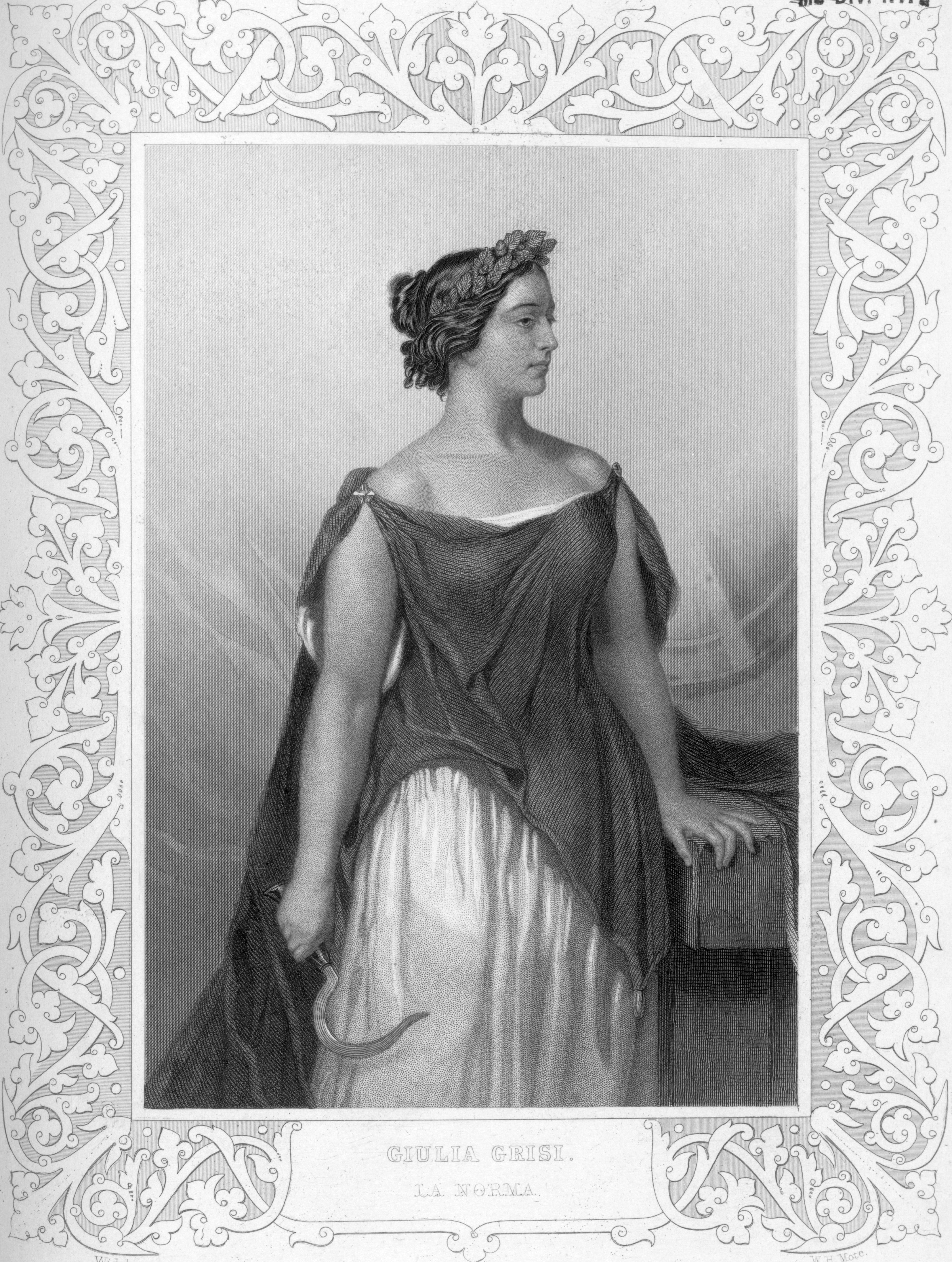
Giulia Grisi als Norma, 1844.

| Rol                                                            | Stemtype | Premièrebezetting, 26 december, 1831 (Dirigent: - ) |
| -------------------------------------------------------------- | -------- | --------------------------------------------------- |
| Norma, de dochter van Oroveso, Hoge priesteres van de Galliërs | sopraan  | Giuditta Pasta                                      |
| Adalgisa, jonge priesteres in de tempel van Irminsul           | sopraan  | Giulia Grisi                                        |
| Pollione, Romeinse proconsul in Gallië                         | tenor    | Domenico Donzelli                                   |
| Oroveso, opperhoofd van de Druïden                             | bas      | Vincenzo Negrini                                    |
| Clotilde, Norma’s vertrouwelinge                               | sopraan  | Marietta Sacchi                                     |
| Flavio, vriend van Pollione                                    | tenor    | Lorenzo Lombardi                                    |

## Synopsis

### Eerste bedrijf
Gallische priesters en krijgers verzamelen zich in het heilige bos in afwachting van de hogepriesteres Norma. De geheime liefde tussen Norma en Pollione, de Romeinse proconsul, heeft geresulteerd in twee kinderen. Pollione's liefde is echter bekoeld en hij is verliefd geworden op de jonge priesteres Adalgisa. Norma, die dit niet weet, voert de ceremonie uit die moet uitmonden in het teken voor de strijd. Norma wacht hier echter mee en verzoekt de godin van de maan om vrede (aria Casta diva). Adalgisa, die moeite heeft met de keuze tussen haar gelofte en haar liefde voor Pollione, wordt door hem gevraagd met hem mee te gaan naar Rome. In haar twijfel vraagt zij om raad aan Norma, zonder echter de naam van Pollione te onthullen. Norma ontheft Adalgisa van haar gelofte, maar is furieus wanneer ze ontdekt dat Pollione haar bedrogen heeft, en zij vervloekt hem.

### Tweede bedrijf
Norma is zo wanhopig en woedend dat ze overweegt de kinderen van Pollione te doden. Haar moederliefde overwint echter. Ze geeft het teken voor de strijd. Om een goed einde te verzekeren moet Pollione aan de goden worden geofferd. Norma belooft zijn leven te redden als hij voor haar kiest in plaats van Adalgisa, maar hij weigert. Norma bekent hierop haar verraad en draagt de zorg van haar kinderen over aan Adalgisa. Samen sterven Norma en Pollione op de brandstapel.

## Belangrijke fragmenten
- Sinfonia
- Casta diva, cavatina van Norma (eerste bedrijf)
- Sola, furtiva al tempio, duet tussen Norma en Adalgisa (eerste bedrijf)
- Ah! di qual sei tu vittima, terzetto tussen Norma, Pollione en Adalgisa (eerste bedrijf)
- Teneri figli, arioso van Norma (tweede bedrijf)
- Deh, con te, con te li prendi, duet tussen Norma en Adalgisa (tweede bedrijf)
- Guerra, guerra! le galliche selve, koor (tweede bedrijf)
- In mia man alfin tu sei, duet tussen Norma en Pollione (tweede bedrijf)
- Deh! non volerli vittime, finale van het tweede bedrijf

## Geselecteerde opnamen
| Jaar | Rolverdeling (Norma, Pollione, Adalgisa, Oroveso)                        | Dirigent, operagezelschap en orkest                                         | Label                                   |
| ---- | ------------------------------------------------------------------------ | --------------------------------------------------------------------------- | --------------------------------------- |
| 1952 | Maria Callas, Mirto Picchi, Ebe Stignani, Giacomo Vaghi                  | Vittorio Gui, koor en orkest van het Royal Opera House Covent Garden        | Audio CD: EMI Classics ASIN: B0000BWTK9 |
| 1954 | Maria Callas, Mario Filippeschi, Ebe Stignani Nicola Rossi-Lemeni        | Tullio Serafin, koor en orkest van het Teatro alla Scala                    | Audio CD: EMI Classics ASIN: B000002RXP |
| 1960 | Maria Callas, Franco Corelli, Christa Ludwig, Nicola Zaccaria            | Tullio Serafin, koor en orkest van het Teatro alla Scala                    | Audio CD: EMI Classics ASIN: B00000630R |
| 1964 | Joan Sutherland, John Alexander, Marilyn Horne, Richard Cross            | Richard Bonynge, koor en orkest van het London Symphony                     | Audio CD: Decca ASIN: B000I8OFGE        |
| 1972 | Montserrat Caballé, Plácido Domingo, Fiorenza Cossotto, Ruggero Raimondi | Carlo Felice Cillario, London Philharmonic Ochestra, Ambrosian Opera Chorus | Audio CD: RCA Victor Cat: 6502-2 RG     |
| 1984 | Joan Sutherland, Luciano Pavarotti, Montserrat Caballé, Samuel Ramey     | Richard Bonynge, koor en orkest van de Welsh National Opera                 | Audio CD: Decca ASIN: B0000041QF        |
| 2001 | June Anderson, Shin Young Hoon, Daniela Barcellona, Ildar Abdrazakov     | Fabio Biondi, koor en orkest van het Teatro Regio di Parma                  | DVD: TDK ASIN: B00007M5K0               |

Noot: "Cat:" is een afkorting van catalogusnummer van het label; "ASIN" is het amazon.com-referentienummer.